# Switched
A Switched egy 2018-as japán nyelvű internetes televíziós sorozat, Tomita Miu, Kijohara Kaja, Sigeoka Daiki, Kamijama Tomohiro főszereplésével, amely Kavabata Siki 2014–2015-ös Sora wo Kakeru Yodaka mangasorozatának alapján készült.  A sorozatot Macsujama Hiroaki rendezte.
Közvetlenül sorozatba rendelték, és a teljes első évad bemutatója a Netflix streaming-szolgáltatón volt, 2018. augusztus 1-jén.

## Összefoglaló
A Switched története azt mutatja be, hogy Zenko Umine (Tomita Miu), egy depressziós középiskolás diák   öngyilkosságot követ el, miközben osztálytársa, Ayumi (Kijohara Kaja) végignézi ahogy leugrik az iskola tetejéről, és azután elájul.
Amikor Ayumi felébred, észreveszi, hogy Umine testében van, és Umine Ayumi testében van.
A történet bemutatja azt, hogy Umine miért szánta rá magát az öngyilkosságra, és a sorozat alapjául szolgáló témák a társadalmi szorongás és a depresszió. Ezen kívül még azt is bemutatja, hogy az embereket nem a külső, hanem a belső értékek határozzák meg.    

## Szereplők
- Kijohara Kaja Ayumi szerepében
- Tomita Miu Zenko szerepében
- Sigeoka Daiki Kaga szerepében
- Kamijama Tomohiro Koshiro szerepében
- Szeki Megumi Ukon szerepében
- Kirisima Reika Ayumi anyja szerepében

## Kiadás
A Switched teljes első évadát, amely 6 epizódból áll, a Netflix streaming-szolgáltatón mutatták be 2018. augusztus 1-jén. 

## Fordítás
- Ez a szócikk részben vagy egészben  a   Switched (2018 TV series) című angol Wikipédia-szócikk ezen változatának fordításán alapul.  Az eredeti cikk szerkesztőit annak laptörténete sorolja fel. Ez a jelzés csupán a megfogalmazás eredetét és a szerzői jogokat jelzi, nem szolgál a cikkben szereplő információk forrásmegjelöléseként.